# Lwiwska Salisnyzja
Die Lwiwska Salisnyzja (ukrainisch Львівська залізниця, deutsch „Lemberger Eisenbahn“) ist eine regionale Eisenbahngesellschaft in der westlichen Ukraine mit Hauptsitz in Lemberg und gehört zur ukrainischen Eisenbahngesellschaft Ukrsalisnyzja.
Die Eisenbahngesellschaft bedient die Streckennetze in den Oblasten Lwiw, Wolyn, Riwne, Ternopil, Iwano-Frankiwsk, Tscherniwzi und Transkarpatien und umfasste 2008 4521 Kilometer Eisenbahnstrecke, von denen 3207 Kilometer elektrifiziert waren, dabei wurden 354 Bahnhöfe bedient. Neben den vorrangig in russischer Breitspur (1520 mm) bestehenden Strecken gibt es auch einige Schmalspurstrecken sowie in Grenznähe Strecken mit Vierschienengleis beziehungsweise zusätzlichem Gleis in Normalspur. Direktor der Gesellschaft war zwischen 2007 und 2010 Mychajlo Mostowyj, seit 2010 ist dies Bohdan Pych.
Ein großer Teil des von der Lwiwska Salisnyzja erschlossenen Territoriums lag einst in Österreich-Ungarn, die Strecken wurden demgemäß von österreichischen oder ungarischen Bahnunternehmen erbaut. Auch heute noch ist dies an der Architektur von Gebäuden oder Viadukten gut erkennbar.

## Geschichte

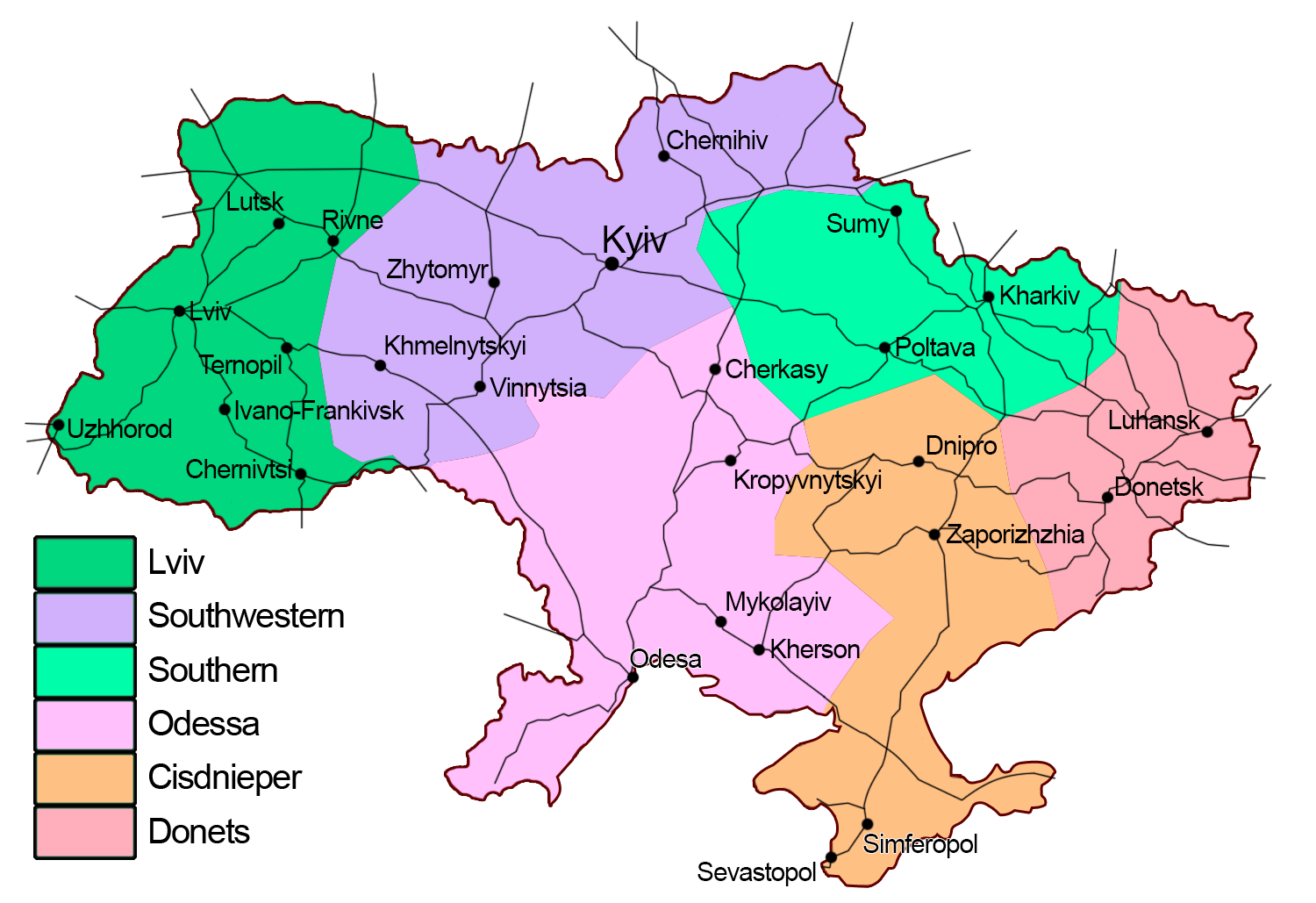
Regionale Eisenbahngesellschaften der Ukraine Stand 2014

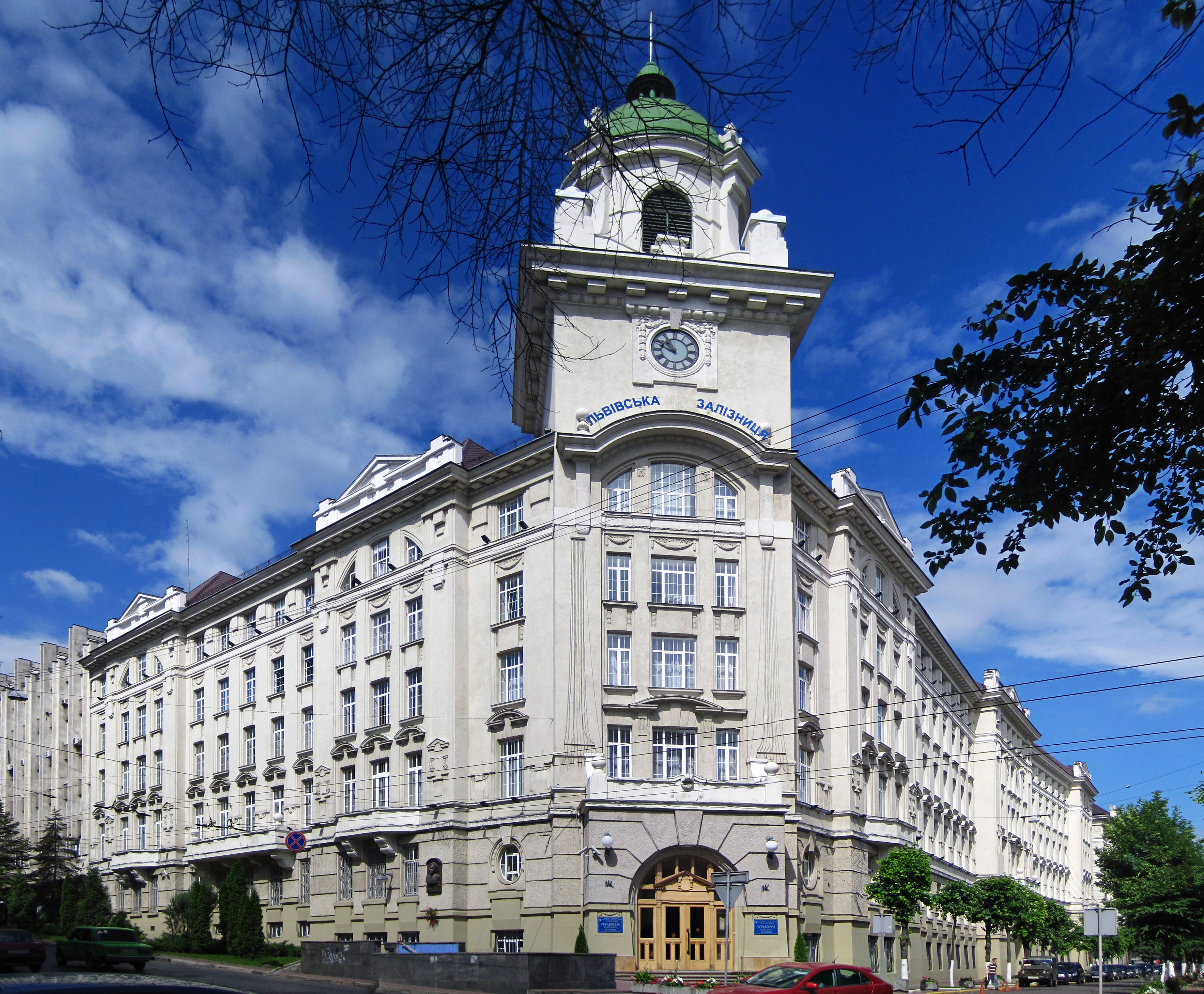
Sitz der Bahngesellschaft in Lemberg

Die Geschichte der Gesellschaft reicht bis ins Jahr 1861 zurück, als die Bahnstrecke von Przemyśl ins damalige Lemberg eröffnet wurde. Bis 1918 gehörten die Bahnlinien zum Großteil den k.k. Staatsbahnen (Österreich-Ungarn), danach kamen sie bis 1939 zu den Polnischen Staatsbahnen. Nach der Besetzung Ostpolens durch die Sowjetunion im Herbst 1939 wurden die Bahnen unter staatliche Verwaltung gestellt, zunächst die Lemberger und Stanislauer Bahnen, die im November 1939 zu den Lemberger Eisenbahnen vereinigt wurden. Die Umspurungen auf russische Breitspur wurden großteils 1940 abgeschlossen, wurden aber nach der Besetzung durch Großdeutschland wieder zurückgespurt und konnten erst nach 1945 wieder auf Breitspur gebracht werden. 1953 kam es schließlich zur Vereinigung mit der Koweler Eisenbahn, seither besteht die Gesellschaft in ihrer heutigen Form.

## Direktionen
- 1 – Eisenbahndirektion Lemberg, zuständig für die Oblast Lwiw
- 2 – Eisenbahndirektion Ternopil, zuständig für die Oblast Ternopil
- 3 – Eisenbahndirektion Riwne, zuständig für die Oblast Riwne und Wolyn
- 4 – Eisenbahndirektion Iwano-Frankiwsk, zuständig für die Oblaste Iwano-Frankiwsk, Tscherniwzi und die östlichen Teil der Oblast Transkarpatien
- 5 – Eisenbahndirektion Uschhorod, zuständig für die Oblast Transkarpatien ohne die östlichen Teile

## Bahnstrecken
- Bahnstrecke Antoniwka–Saritschne
- Bahnstrecke Batjowo–Korolewo
- Bahnstrecke Butschatsch–Jarmolynzi (über Tschortkiw, Horischnja Wyhnanka und Kopytschynzi)
- Bahnstrecke Chodoriw–Pissotschna
- Bahnstrecke Debrecen–Sighetu Marmației (Abschnitt zwischen Newetlenfolu und Tereswa über Korolewo)
- Bahnstrecke Deljatyn–Stepaniwka (über Kolomyja)
- Bahnstrecke Hlyboka–Berehomet (mit Zweigstrecke Karaptschiw–Tschudej)
- Bahnstrecke Horischnja Wyhnanka–Iwane-Puste (mit Zweigstrecke Teressyn–Skala-Podilska)
- Bahnstrecke Jarosław–Kowel (Grenzübergang Werchrata/Rawa-Ruska nach Polen, über Bels, Tscherwonohrad, Sokal und Wolodymyr)
- Bahnstrecke Kelmenzi–Kalinkawitschy (über Jarmolynzi, Chmelnyzkyj, Starokostjantyniw, Schepetiwka, Swjahel, Korosten und Owrutsch nach Belarus – Grenzbahnhof Slawetschna/Wystupowytschi)
- Bahnstrecke Kowel–Kosjatyn (über Holoby, Kiwerzi, Riwne, Sdolbuniw, Schepetiwka und Berdytschiw)
- Bahnstrecke Kowel–Brest (Grenzübergang Sabolottja/Chazislau nach Belarus)
- Bahnstrecke Kowel–Kamin-Kaschyrskyj
- Bahnstrecke Kowel–Kiew (über Antoniwka, Sarny, Bilokorowytschi, Korosten und Spartak)
- Bahnstrecke Košice–Tschop (Grenzübergang Tschop/Čierna nad Tisou in die Slowakei)
- Bahnstrecke Krasne–Odessa (über Solotschiw, Ternopil, Welyki Birky, Wolotschysk, Chmelnyzkyj, Schmerynka, Wapnjarka, Rudnyzja, Slobidka, Borschtschi, Myhajewe und Rosdilna mit Zweigstrecke Welyki Birky–Hrymajliw)
- Bahnstrecke Lwiw–Hrebenne (Grenzübergang Hrebenne/Rawa-Ruska nach Polen, Eisenbahn Lemberg–Bełżec (Tomaszów))
- Bahnstrecke Lwiw–Kiwerzi (über Kamjanka-Buska, Radechiw und Luzk mit Zweigstrecke nach Tscherwonohrad)
- Bahnstrecke Lwiw–Przemyśl (Grenzübergang Mostyska Druhi/Medyka nach Polen, über Kamjanobrid)
- Bahnstrecke Lwiw–Sdolbuniw (über Krasne, Brody, Kamjanyzja und Oserjany mit Zweigstrecken nach Kremenez und Misotsch)
- Bahnstrecke Lwiw–Sambir–Tschop (über Sambir und Uschhorod)
- Bahnstrecke Lwiw–Stryj–Tschop (über Pissotschna, Stryj und Mukatschewo mit Zweigstrecke nach Eperjeske-Grenzübergang für Güterverkehr nach Ungarn in Breitspur)
- Bahnstrecke Lwiw–Tscherniwzi (über Chodoriw, Iwano-Frankiwsk, Kolomyja, Sawallja und Luschany)
- Bahnstrecke Nyíregyháza–Tschop (Grenzübergang Tschop/Záhony nach Ungarn in Normalspur)
- Bahnstrecke Pidhajzi–Lwiw
- Bahnstrecke Przemyśl–Chyriw (Grenzübergang Malhowice/Nyschankowytschi nach Polen, über Dobromyl)
- Bahnstrecke Riwne–Luninez (Grenzübergang Udrynzk/Haryn nach Belarus, über Sarny)
- Bahnstrecke Sawallja–Wyschnyzja
- Bahnstrecke Sighetu Marmației–Iwano-Frankiwsk (Grenzübergang Valea Vișeului/Dilowe nach Rumänien, über Deljatyn)
- Bahnstrecke Stryj–Iwano-Frankiwsk (mit Zweigbahn Dolyna–Wyhoda über Dolyna und Kalusch)
- Bahnstrecke Stryj–Starjawa (Grenzübergang Starjawa/Krościenko nach Polen, über Drohobytsch, Sambir, Chyriw mit den Zweiglinien Drohobytsch–Boryslaw und Drohobytsch–Truskawez)
- Bahnstrecke Stryj–Ternopil (über Chodoriw und Potutory)
- Bahnstrecke Tereswa–Welykyj Bytschkiw
- Bahnstrecke Ternopil–Kopytschynzi
- Bahnstrecke Ternopil–Schepetiwka
- Bahnstrecke Tscherniwzi–Ocnița (mehrfache Grenzwechsel Mamalyha/Criva, Lipkany/Podwirjiwka/Medveja, Larga/Kelmenzi und Sokyrjany/Ocnița in die Republik Moldau)
- Bahnstrecke Tscherniwzi–Suceava (Grenzübergang Wadul Siret/Vicșani nach Rumänien, über Hlyboka)
- Bahnstrecke Tschortkiw–Luschany (mit Zweigstrecke Werentschanka–Wikno, über Stepaniwka und Werentschanka)
- Bahnstrecke Uschhorod–Košice (Grenzüberschreitender Güterverkehr in die Slowakei)
- Bahnstrecke Uschhorod–Veľké Kapušany (Grenzübergang in die Slowakei, verläuft parallel zur Güterbahnstrecke)
- Bahnstrecke Warszawa–Kowel (Grenzübergang Jahodyn/Dorohusk nach Polen)
- Bahnstrecke Wolodymyr–Sławków (Grenzübergang Isow/Hrubieszów nach Polen)
- Schmalspurnetz Berehowe